# 湯大奎
湯大奎（1728年—1787年），字曾輅，號緯堂，江蘇常州府武進縣（今屬常州市）人。清朝乾隆年間官員，官至臺灣府鳳山縣知縣。於林爽文事件中殉難。

## 生平
湯大奎為乾隆二十七年（1762年）舉人，乾隆二十八年（1763年）中进士，乾隆三十一年（1766年）以試用署河南永城縣知縣，乾隆四十四年（1779年）授福建福州府连江县知县，乾隆四十八年（1783年）授福建台湾府鳳山縣知县。乾隆五十一年（1787年）冬，林爽文在彰化起事，其党曾伯达等南攻鳳山。當時湯大奎任期已滿，正在等候繼任。見亂势蔓延，即率同僚招募乡勇，日夜守禦。鳳山縣尚無磚石城墻，僅有土垣三尺許。敵兵數千人来攻，參將瑚圖里率兵三百防禦拱辰門，臨陣脫逃，最終敵軍突入城內，大奎身著朝服，持剑迎擊，死於亂刀之下。其长子荀业同遇害。清軍收復縣城後，方有仆人辨識其尸首，收殮入棺。朝廷卹贈雲騎尉世襲。嘉慶五年（1800年）鳳山縣知縣吳兆麟、典史談堃於城隍廟檐口東壁為其樹立「忠節流芳」碑。《清史稿》将其列入《忠义传》。

## 著作
湯大奎工詩，尤擅七言，著有《緯堂詩略》二卷、《炙研瑣譚》三卷。有《竹居詩》，今僅存半卷。

## 家族
孫湯貽汾，字若儀，號雨生、雨孫，畫家，擔任軍官，在太平天國事變中殉難。

## 延伸阅读
[在维基数据编辑]
 《清史稿/卷489》，出自趙爾巽《清史稿》